# Musculus olivaceus
Musculus olivaceus är en musselart som beskrevs av Dall 1916. Musculus olivaceus ingår i släktet Musculus och familjen blåmusslor. Inga underarter finns listade i Catalogue of Life.